# ヴェロニカ・ジョーンズ＝ペリー
ヴェロニカ・ジョーンズ＝ペリー（Veronica Jones-Perry、1997年1月20日 - ）は、アメリカ合衆国の女子バレーボール選手である。アメリカ合衆国代表。

## 来歴
ユタ州ウェストジョーダン出身。ブリガムヤング大学へ進学し、NCAAバレーボール選手権に出場した。

### クラブチーム
大学卒業後の2019年5月、イタリアセリエA1のVolley Millenium Bresciaと契約し、セリエAリーグに出場した。2020年1月に同チームを退団し、ポーランドのラドムカ・ラドムへ移籍した、シーズン終了までプレーした。2020年8月にブドフラニ・ウッチへ移籍が発表され、2020/21シーズンのタウロンリーガで5位となった。2021年7月、ŁKSコマースコン・ウッチへの移籍が発表され、タウロンリーガで3位となった。2022年6月、ブラジルのレクソーナ・アデスへの入団が発表され、2022/23シーズンはブラジル・スーパーリーガでベストアウトサイドヒッター賞に選ばれた。2023/24シーズンも再契約し、ブラジル・スーパーリーガでレギュラーラウンドの首位通過に貢献し、チームは3位となった。自身も2年連続でベストアウトサイドヒッター賞を受賞した。

### 代表チーム
2019年、シニア代表に初選出される。同年7月のパンアメリカンカップでデビューし、金メダルを獲得した。2021年、北中米選手権に出場した。2022年、パンアメリカンカップで銅メダルを獲得した。2023年、ネーションズリーグに出場した。

## 球歴
- ネーションズリーグ - 2023年
- パンアメリカンカップ - 2019年、2022年
- 北中米選手権 - 2021年

## 受賞歴
- 2023年 2022/23ブラジル・スーパーリーガ ベストアウトサイドヒッター賞
- 2024年 2023/24ブラジル・スーパーリーガ ベストアウトサイドヒッター賞

## 所属クラブ
- ブリガムヤング大学（2015-2019年）
- バレー・ミレニアム・ブレシア（英語版）（2019-2020年）
- MOYAラドムカ・ラドム（2020年）
- ブドフラニ・ウッチ（2020-2021年）
- ŁKSコマースコン・ウッチ（2021-2022年）
- Sesc-RJ/Flamengo（2022-2024年）
- LOVBソルトレイク（2024年-）